# Terrell Everett
Clayton Terrell Everett (Charleston, 30 giugno 1984) è un ex cestista statunitense.